# Apoyeque
Apoyeque är en 518 meter hög sköldvulkan i naturreservatet Pensinsula Chiltepe i Nicaragua. Den ligger på Chiltepe halvön i kommunen Mateare, 5 km nordost om Managua. Vulkanen hade sitt senaste utbrott cirka 50 f.kr.

## Kratersjöar

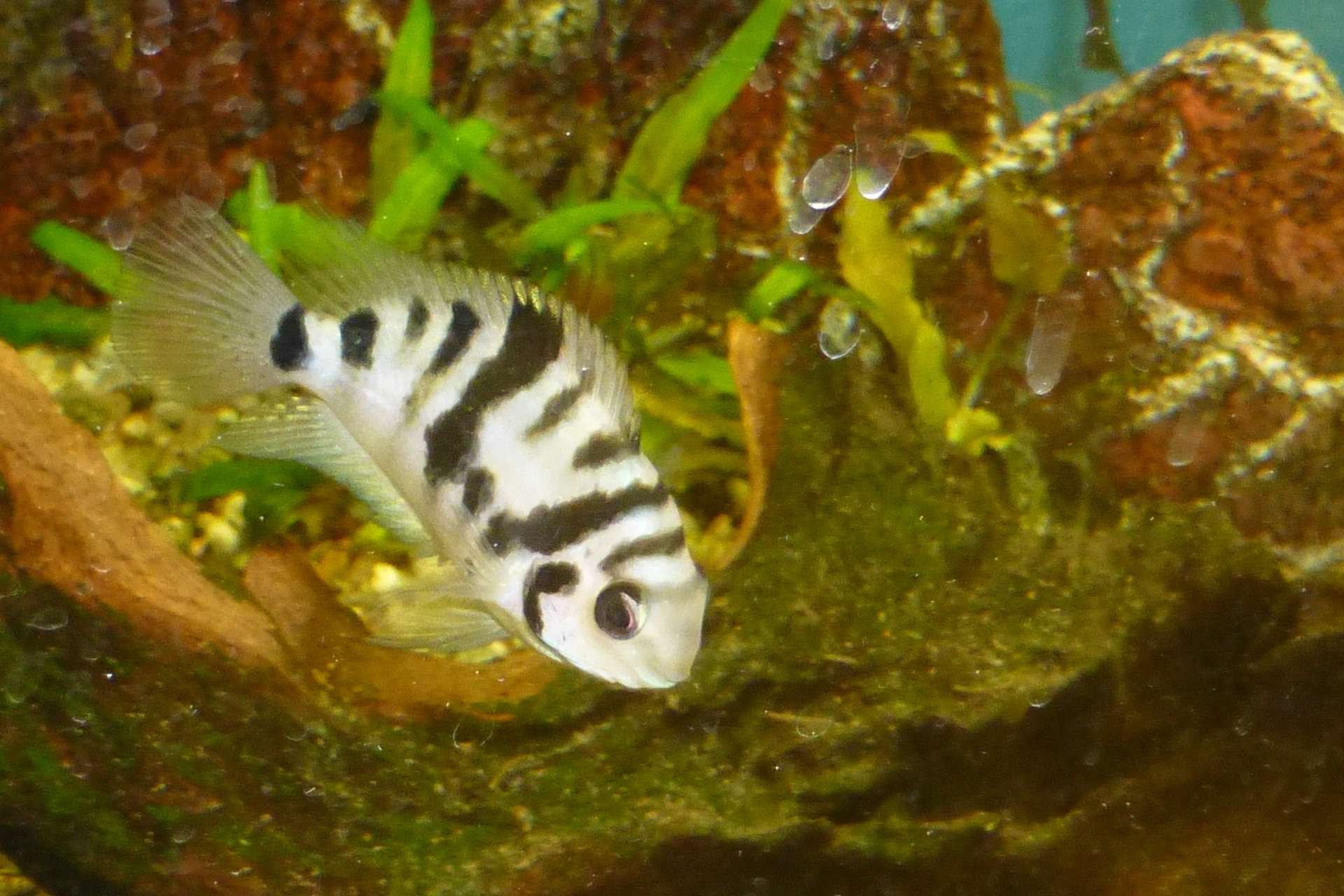
En ciklid i Laguna de Xiloá

Vid toppen av Apoyeque finns en 2 km² stor kratersjö med grönaktigt vatten, vid namn Laguna de Apoyeque. Den har inget utlopp utan dräneras genom grundvattnet.
En kilometer sydost om Laguna de Apoyeque finns ytterligare en kratersjö, vid namn Laguna de Xiloá, med rent vatten och många fiskar. Sjön är ett populärt utflyktsmål med restauranger och fina badmöjligheter.

## Naturreservat
Apoyeque ligger i naturreservatet Reserva Natural Pensinsula Chiltepe. Där finns ett rikt fågelliv.